# 屋山太郎次郎
屋山太郎次郎（ややま たろうじろう）（屋山種速の子）
屋山太郎次郎（やまさき たろうじろう）は、戦国時代から安土桃山時代にかけての武将で、屋山種速（やまさき たねはや）の子です。
彼は、父の種速と同じく、大友氏の武将である高橋紹運に仕えました。

### 岩屋城の戦いとその後
屋山太郎次郎は、高橋紹運と父の屋山種速が壮絶な最期を遂げた岩屋城の戦い には直接には参戦せず、岩屋城を脱出したと伝えられています。
その後、彼は、今村基秀、今村重長と共に高橋紹運の跡を継いだ高橋統増（後の立花直次）に仕え、立花宗茂が柳川藩を治める際に、父の遺領を継いで家臣となりました。
屋山太郎次郎は、父のような華々しい武功の記録は少ないものの、乱世を生き抜き、主君への忠義を貫いた武士です。父の死後も、高橋家、そして立花家への仕官を通じて、その家系を存続させました。